# Thierry de Duve
Thierry Philippe Urbain de Duve (Sint-Truiden, 21 oktober 1944) is een Belgisch hoogleraar, gespecialiseerd in de theorie betreffende de hedendaagse kunst.

## Levensloop
Thierry de Duve studeerde aan de Université Catholique de Louvain en promoveerde tot licentiaat in de wijsbegeerte en in de psychologie. Hij promoveerde vervolgens in Parijs tot doctor in de sociologie en semiologie.
Hij werd gastprofessor aan de Universiteit van Rijsel, de Universiteit van Parijs-Sorbonne, de Johns Hopkins University, de Pennsylvania University, History of Art Department. In 2015 werd hij Theorist in Residence in de Universiteit van Californië tijdens de Aesthetics and Politics Program. In 2016 werd hij docent aan de City University New York, binnen het departement kunst en kunstgeschiedenis.
Hij was ook "fellow" van het Center for the Advanced Study of the Visual Arts (CASVA) bij de National Gallery of Art in Washington, D.C.

## Curator van tentoonstellingen
- Look, 100 Years of Contemporary Art (Paleis van Schone Kunsten, 2002).
- Belgisch Paviljoen voor de Biënnale van Venetië in 2003.

## Privé
Thierry de Duve is een lid van de Antwerpse familie de Duve. Hij is de oudste zoon van de Nobelprijswinnaar Christian de Duve en van Janine Herman.
Hij trouwde in 1970 met Christine Demblon (°1947), dochter van hoogleraar Jacques Demblon. Ze kregen een zoon en een dochter, die ongehuwd bleven.

## Publicaties
- Nominalisme pictural: Marcel Duchamp, la peinture et la modernité, Ed. de Minuit, Parijs, 1984, ISBN 2-7073-0687-8
- Essais datés I, 1974-1986, Ed. de la différence, Parijs, 1987.
- Au nom de l'art. Pour une archéologie de la modernité, Ed. de Minuit, Parijs, 1989, ISBN 2-7073-1281-9
- Résonnances du readymade. Duchamp entre avant-garde et tradition, Parijs, J. Chambon, 1989, ISBN 2-87711-190-3
- Cousus de fil d'or. Beuys, Warhol, Klein, Duchamp, Villeurbanne, Art édition, 1990.
- Pictorial Nominalism. On Marcel Duchamp's Passage from Painting to the Readymade, Minneapolis, University of Minnesota Press, 1991.
- Faire école, Les Presses du Réel, Parijs, 1992. Faire école (ou la refaire ?), nieuwe vermeerderde uitgave, Les Presses du Réel, Parijs, 2008. ISBN 978-2-84066-228-0
- The Definitively Unfinished Marcel Duchamp, MIT Press, Cambridge, 1993.
- La Déposition, Dis Voir, Parijs, 1995, ISBN 2-906571-46-6.
- Du nom au nous, Dis Voir, Parijs, 1995, ISBN 2-906571-49-0
- Clement Greenberg Between the Lines, Vertaling Brian Holmes, Editions Dis Voir, 1996.
- Clément Greenberg entre les Lignes, Dis Voir, Parijs, 1996, ISBN 2-906571-45-8.
- Kant After Duchamp, Cambridge, MIT Press, 1998, ISBN 0-262-04151-0.
- Bernd and Hilla Becher, München, Schirmer Art Books, 1999.
- Voici, 100 ans d'art contemporain, Ludion, Gent, 2000, ISBN 90-5544-315-8. Vermeerderde uitgave, Gent, Ludion, 2001, ISBN 90-5544-367-0.
- Roni Horn, (samen met Louise Neri & Lynne Cooke), Londen, Phaidon, 2000, ISBN 0-7148-3865-9.
- Look, 100 Years of Contemporary Art, translation Simon Pleasance and Fronza Woods, Ghent-Amstersam: Ludion, 2001
- Sylvie Eyberg / Valérie Mannaerts, catalogus Belgisch paviljoen Biennale Venetië, Brussel, Yves Gevaert, 2003.
- Lichaam / Beeld / Vlees, Brussel, Yves Gevaert, 2003.
- Vlees / Huid / Kleur, Gent, Sint-Lucas Beeldende Kunst, 2004.
- 2004 La peinture de Manet, gevolgd door Michel Foucault, un regard, Le Seuil, Parijs, 2004, ISBN 2-02-058537-5.
- Kleur / Blik / Ding, Gent, Sint-Lucas Beeldende Kunst, 2005.
- L'art sans sujet ?, (samen met Marie-Claire Ropars, Mauro Carbone & Michel Costantini), Presses Universitaires de Vincennes, Paris, 2008, ISBN 978-2-84292-206-1.
- Jeff Wall - L'édition complète (samen met Mark Lewis, Boris Groys & Jean-François Chevrier), Phaidon, 2010, ISBN 978-0-7148-5908-8.
- Sewn in the Sweatshops of Marx (vertaling Rosalind E. Kraus), Chicago, University of Chicago Press, 2012, ISBN 0-226-92237-5.

## Voetnoten
1. ↑  https://vimeo.com/album/1473372/video/79486770 De Duve spreekt over kunst
2. ↑  Thierry De Duve Joins the Department of Art And Art History. Gearchiveerd op 20 mei 2017. Geraadpleegd op 6 september 2018.